# Beritsholm
Beritsholm (dansk Birridsholm)  var en borg i middelalderen i Kerstrup  - i dag Östra Kärrstorp sogn Sjöbo kommun i Fers herred i Skånelandene. Valdemar Atterdag og Margrethe I residerede her i sommermånederne.   Slottet var i den tidlige middelalder en af Skånes vigtigste fæstninger og sæde for lensherren for Birridsholm Len. 